# Canaxır
Canaxır är en ort i Azerbajdzjan.   Den ligger i distriktet Xaçmaz Rayonu, i den nordöstra delen av landet, 150 km nordväst om huvudstaden Baku. Canaxır ligger 77 meter över havet och antalet invånare är 682.
Terrängen runt Canaxır är lite kuperad. Närmaste större samhälle är Xaçmaz, 5,3 km norr om Canaxır.
Trakten runt Canaxır består till största delen av jordbruksmark. Runt Canaxır är det ganska tätbefolkat, med 80 invånare per kvadratkilometer.